# Callicore pygas
Espèce

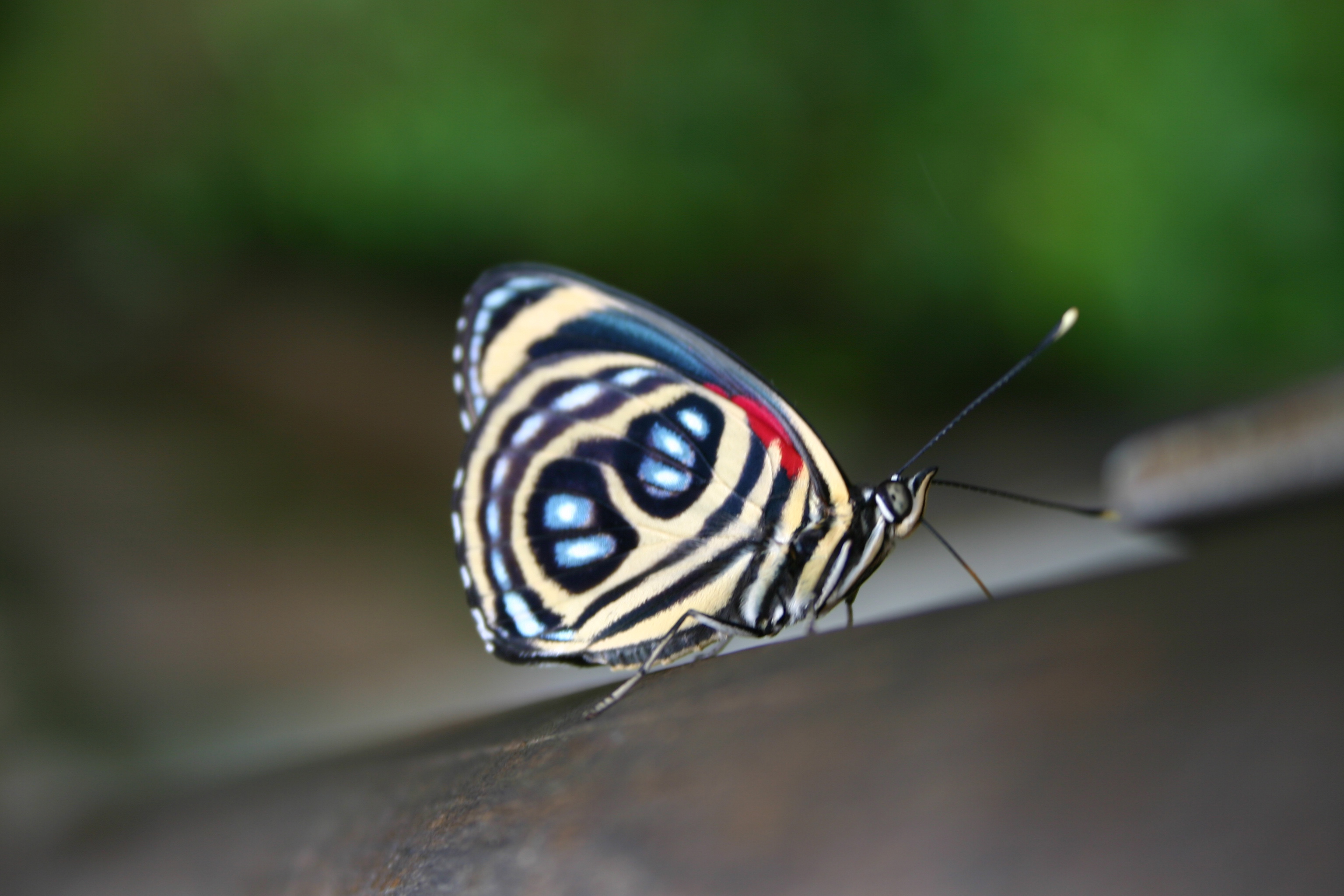

Callicore pygas est une espèce de lépidoptères (papillons) de la famille des Nymphalidae et de la sous-famille des Biblidinae et du genre Callicore.

## Dénomination
Callicore pygas a été décrit par le naturaliste français Jean-Baptiste Godart en 1824 sous le nom initial de Nymphalis pygas.

### Noms vernaculaires
Callicore pygas se nomme Godart's Numberwing ou Pygas Eighty-eight en anglais.  Callicore pygas thamyras se nomme Blue-bordered Callicore et Pará Guasú en espagnol.

### Sous-espèces
- Callicore pygas pygas présent au Brésil.
- Callicore pygas aphidna (Hewitson, 1869); présent au Venezuela.
- Callicore pygas concolor (Talbot, 1928); présent au Brésil et au Paraguay.
- Callicore pygas cyllene (Doubleday, [1847]); présent en Bolivie, en Équateur et au Pérou.
- Callicore pygas eucale (Fruhstorfer, 1916); présent au Brésil.
- Callicore pygas lalannensis Brévignon, 1995; présent en Guyane.
- Callicore pygas rondoni (Ribeiro, 1931); présent au Brésil.
- Callicore pygas thamyras (Ménétriés, 1857); présent au Brésil et au Paraguay[1].

## Description
Callicore pygas est un papillon d'une envergure d'environ 45 mm, au dessus des ailes antérieures de couleur rouge de la base à une ligne allant de la moitié du bord costal à l'angle externe, puis de couleur noire, et aux ailes postérieures bleu violet très largement bordé de noir.
Le revers des ailes antérieures est semblable au dessus alors que les ailes postérieures sont de couleur jaune pâle, ornées de lignes bleu cernées de gris avec deux gros ocelles doubles pupillés d'argent, formant des 8 (d'où l'appellation anglaise "eighty-eight").

## Biologie

### Plantes hôtes
Les plantes hôtes de sa chenille sont des Sapindaceae (travaux de Canals, 2003).

## Écologie et distribution
Callicore pygas est présent en Bolivie, en Équateur, au Paraguay, au Pérou, au Brésil, au Venezuela et en Guyane.

### Biotope
Callicore pygas réside dans la forêt tropicale humide.

### Protection
Pas de statut de protection particulier.